# ميخائيل نويل
ميخائيل نويل (بالإنجليزية: Michael Noel)‏ هو سياسي أمريكي، ولد في 17 أكتوبر 1947 في أوغدن في الولايات المتحدة. حزبياً، نشط في الحزب الجمهوري. وقد انتخب عضو مجلس نواب ولاية يوتا.